# Pierre-Emmanuel Largeron

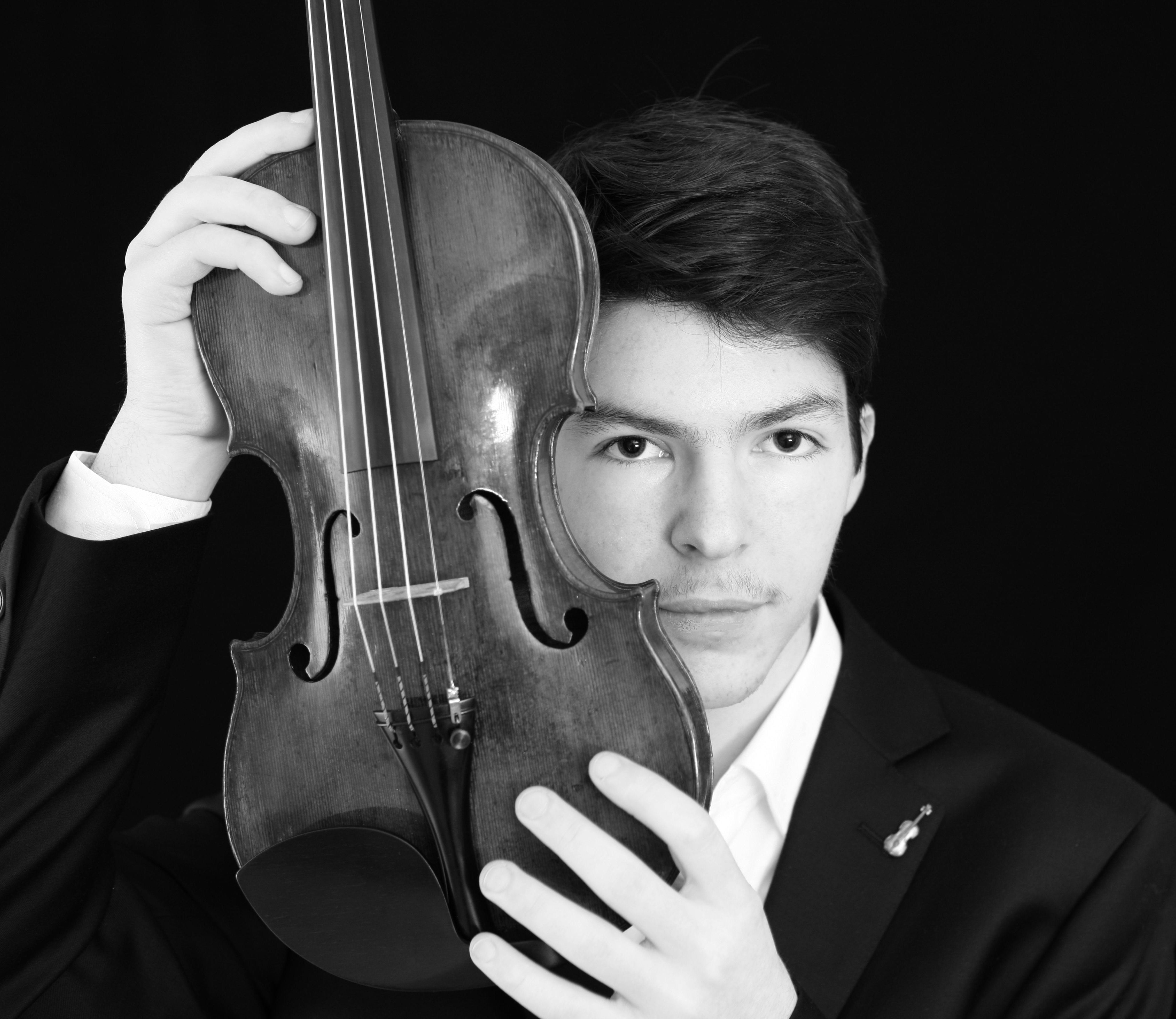
Pierre-Emmanuel Largeron (2011)

Pierre-Emmanuel Largeron (* 1991 in Pertuis, (Département Vaucluse)) ist ein französischer Dirigent und Geiger.

## Biografie
Largeron begann im Alter von 3 Jahren mit dem Geigenspiel. Im Alter von 5 besuchte er seine erste Meisterklasse bei  Masayuki Kino, mit dem er in diesem Jah rsein ersten Konzert gab . 1998 trat er in das  Conservatoire de Nice ein und erhielt im Alter von 8 Jahren einen ersten Preis bei der Vatelot Competition.
Im Jahr 2012 erhielt er den Master of Arts der University of London mit der höchsten Auszeichnung, sowie das Diplom der Königlichen Musikakademie (DipRAM) in der Klasse des franco-venezolanischen Meisters Maurice Hasson.
Von 2014 bis 2018 promovierte er an der Plymouth University (Großbritannien) in Computermusik. Unter anderem entwickelte er ein System für die Online-Öffentlichkeitsbeteiligung an einer Live-Musik-Veranstaltung.
Von 2015 bis 2017 studierte er Dirigieren bei Colin Metters, Simon Ible und Achim Holub. Er dirigierte die Berliner Sinfonietta, das Ten Tors Orchestra, das Plymouth University Orchestra und das Singapore Youth Orchestra.

## Auszeichnungen
- 1. Preis beim Vatelot Wettbewerb (1998)
- 1. Preis, Diplom für Musikalische Studien (2007)
- „Golden Talent“ Kategorie „Klassische Musik“ von Rotary International (2010)
- Trophäe „Junge Hoffnung“ der Franzosen aus dem Ausland, verliehen von Le Monde und Le Petit Journal (2017)